# Vivier des Sardinaux
 (juin 2023).
Si vous disposez d'ouvrages ou d'articles de référence ou si vous connaissez des sites web de qualité traitant du thème abordé ici, merci de compléter l'article en donnant les références utiles à sa vérifiabilité et en les liant à la section « Notes et références ».
Le vivier des Sardinaux désigne un ensemble de viviers datant de l'époque romaine, situé à la pointe des Sardinaux sur la commune de Sainte-Maxime.

## Description
Les viviers immergés, taillés dans le rocher, sont associés au développement des villae maritimes, lieux de villégiature des riches romains entre le Ier et le IIe siècle de notre ère. À la fois lieux de détente sur des sites ayant une vue remarquable et réfrigérateurs antiques, près desquels se prennent les repas, ils offrent à la gourmandise des convives, poissons frais (muges, murènes, mulets) et coquillages (huîtres, patelles, cardium, murex et moules), consommés souvent crus, trempés dans le garum, sauce à base d’intestins de poissons séchés, proche du goût de la sauce nuoc-mâm.
Le vivier des Sardinaux mesure 7 mètres de long, 5 de large et 2,10 de profondeur. Il est divisé en 2 bassins égaux par un mur de pierre et alimenté par 2 chenaux de 1 mètre de profondeur, barrés par des martelières percées de trous pour le passage de l’eau. Ce compartimentage permettait le stockage de différentes variétés de coquillages dans les chenaux, et de poissons dans chaque bassin. Les chenaux orientés sur les vents dominants permettaient le brassage et l’oxygénation de l’eau circulant entre les bassins par l’orifice situé, dans ce vivier, au bas du mur les séparant.
Le dégagement du vivier a permis la découverte de très nombreux tessons romains, tous datés de la fin du Ier siècle et début du IIe siècle de notre ère : tuiles, anses, cols et panses d’amphores, mortiers, vaisselles et vases divers, bords et anses de vases en verre et bouteilles, permettant d’identifier la présence d’une villa romaine toute proche. Connu par les écrits d’Aristide Fabre, sériciculteur et archéologue amateur maximois du siècle précédent, ce site a été identifié et fouillé du 14 au 18 octobre 2002 par les bénévoles de l’Association Archéologique Aristide Fabre de Sainte-Maxime.